# Lawrence Hecht
Lawrence Hecht (Cleveland, 13 giugno 1960) è un attore e doppiatore statunitense di origini svizzere.
È conosciuto per aver interpretato il ruolo di Neil Prescott nei film Scream e Scream 3.

## Biografia
Nasce a Cleveland da una cardiologa canadese e da un professore di liceo di matematica e scienze di origini svizzere.
Si diploma a 18 anni e si iscrive alla Farfield University nel Connecticut.
Dopo aver preso la laurea in scienze dell'educazione con 110 e lode, si trasferisce con la moglie a New York, dove lavora per l'American Express e per la Euro Fly. In seguito comincia a scrivere per il Wall Street Journal e il New York Times.
Dopo il divorzio dalla moglie, tenta la strada del cinema e del teatro, e dagli anni '90 comincia a lavorare come doppiatore di serie televisive e film d'animazione. 
Partecipa come opinionista alle edizioni americane del Grande Fratello dal 2002 al 2009.

## Cinema
- A Christmas Carol, regia di Laird Williamson (1981)
- Scream, regia di Wes Craven (1996)
- Scream 3, regia di Wes Craven (2000)

## Teatro
- The World (1990)
- The World 2 (1995)

## Doppiaggio
- La sirenetta - voce - Tritone (1989)
- I Simpson - 3 episodi (1990)
- Barney & Friends - 1 episodio (2001)
- Futurama - 5 episodi (2004)
- I Griffin - 4 episodi (2004)
- La sirenetta II - Ritorno agli abissi - voce (2005)
- Dora l'esploratrice (2006-2009)
- Phineas e Ferb - 2 episodi (2008)
- Lazy Town - 1 episodio (2008)
- American Dad! - 1 episodio (2009)
- Shrek e vissero felici e contenti - Tremotino (2010)
- Jake e i pirati dell'Isola che non c'è - 2 episodi (2010)
- Up - Christopher Plummer (2010)
- The Cleveland Show - 7 episodi (2011)
- Bob's Burgers - 1 episodio (2012)
- Peppa Pig - 3 episodi (2013)
- Masha e Orso - 3 episodi (2013)
- Hotel Transylvania 2 - (2014)
- Big Hero 6 - (2015)
- Il GGG - Il grande gigante gentile - voce (2016)